# فوتبال فوق ستاره بین‌المللی ۲
فوتبال فوق ستاره بین‌المللی ۲ (انگلیسی: International Superstar Soccer 2) یک بازی ویدئویی فوتبال است که در سال ۲۰۰۲ توسط کونامی برای کنسول های پلی‌استیشن ۲، گیم‌کیوب و اکس باکس منتشر شده است.